# Azanialobus lawrencei
Genre
Espèce
Azanialobus lawrencei, unique représentant du genre Azanialobus, est une espèce d'araignées aranéomorphes de la famille des Orsolobidae.

## Distribution
Cette espèce se rencontre en Afrique du Sud au Limpopo, en Mpumalanga, au KwaZulu-Natal et en État-Libre et en Lesotho,.

## Description
Le mâle holotype mesure 3,43 mm et la femelle paratype 4,35 mm.

## Systématique et taxinomie
Cette espèce a été décrite par Griswold et Platnick en 1987.
Ce genre a été décrit par Griswold et Platnick en 1987 dans les Orsolobidae.

## Étymologie
Cette espèce est nommée en l'honneur de Reginald Frederick Lawrence.

## Publication originale
- Griswold & Platnick, 1987 : « On the first African spiders of the family Orsolobidae (Araneae, Dysderidae). » American Museum novitates, no 2892, p. 1-14 (texte intégral).